# Montegabbione
Montegabbione település Olaszországban, Terni megyében. Lakosainak száma 1110 fő (2023. január 1.). Montegabbione Fabro, Ficulle, Monteleone d’Orvieto, Parrano, Piegaro és San Venanzo községekkel határos.

## Népesség
A település népessége az elmúlt években az alábbi módon változott:
| Lakosok száma | 1197 | 1177 | 1110 |
|               | 2017 | 2018 | 2023 |